# Les Vendanges (Bernard Clavel)
Pour les articles homonymes, voir Les Vendanges.
Les Vendanges est un ouvrage sous forme d'album alternant textes, peintures et photos de l'écrivain Bernard Clavel, paru aux éditions Hoëbeke en 2000.

## Introduction

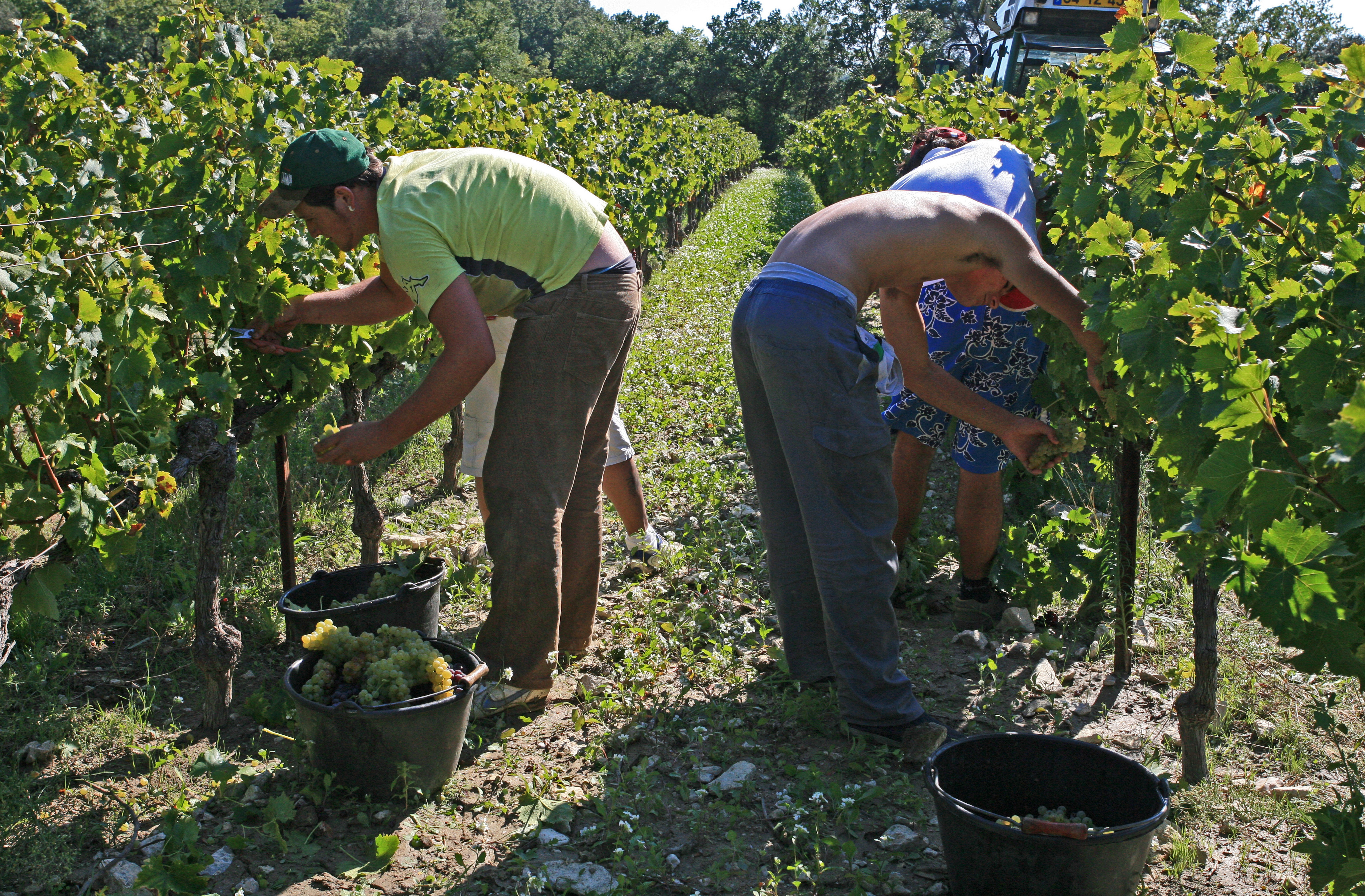
Vendangeurs

Dans ce livre-album, Bernard Clavel nous emmène dans un univers qu'il connaît bien, celui du vin et des vendanges, dans son Jura natal où il a dans sa jeunesse soigné la vigne du côté de Château-Chalon, ce petit bourg au-dessus de Lons-le-Saunier qu'il habitera par la suite, dans ses romans également, et en particulier L'Espagnol où la vie tourne autour de la vigne ou Les Grands Malheurs.
De son côté, la photographe Janine Niepce connaît bien le monde rural auquel elle a consacré de nombreux reportages, en particulier ceux qu'elle a réalisés sur les vendanges. Avant que la mécanisation, les vendanges étaient l'événement de l'année : une tâche accomplie en commun par tous les habitants de la commune et elle nous restitue ces moments aujourd'hui disparus. Ils retracent les difficultés, la pénibilité du travail quand 'bouilles' et 'sapines' étaient chargées sur des voitures à cheval, et l'importance du pressoir, du travail de cave où lentement le vin s'élaborait.
Bernard Clavel nous fait revivre les longues journées de travail ponctuées de rires, de chants, de déjeuners pris en commun, sur un torchon jeté à même le talus ou étendu de côté. Jouant avec les images de Janine Niepce, Bernard Clavel trouve les mots justes, les bonnes formules pour restituer cette ambiance particulière des pays de vigne. Il parle aussi des craintes des viticulteurs qui, en quelques jours ou quelques semaines tout au plus jouent le travail d'une année, où le drame, la grêle qui ravage tout, les feux de sarments pour éviter le gel, peut survenir à tout moment. Mais c'est aussi la joie, le plaisir de la vendange quand on danse une grange ou même dehors s'il fait beau, au son d'un piston ou d'un accordéon. Un album où l'on sent une pointe de nostalgie quand il fait revivre ces tranches de vie qui représentaient la poésie du terroir où l'instinct, l'expérience, l'amour du métier comptaient plus que l'apport de la technique. 

## Structure et contenu

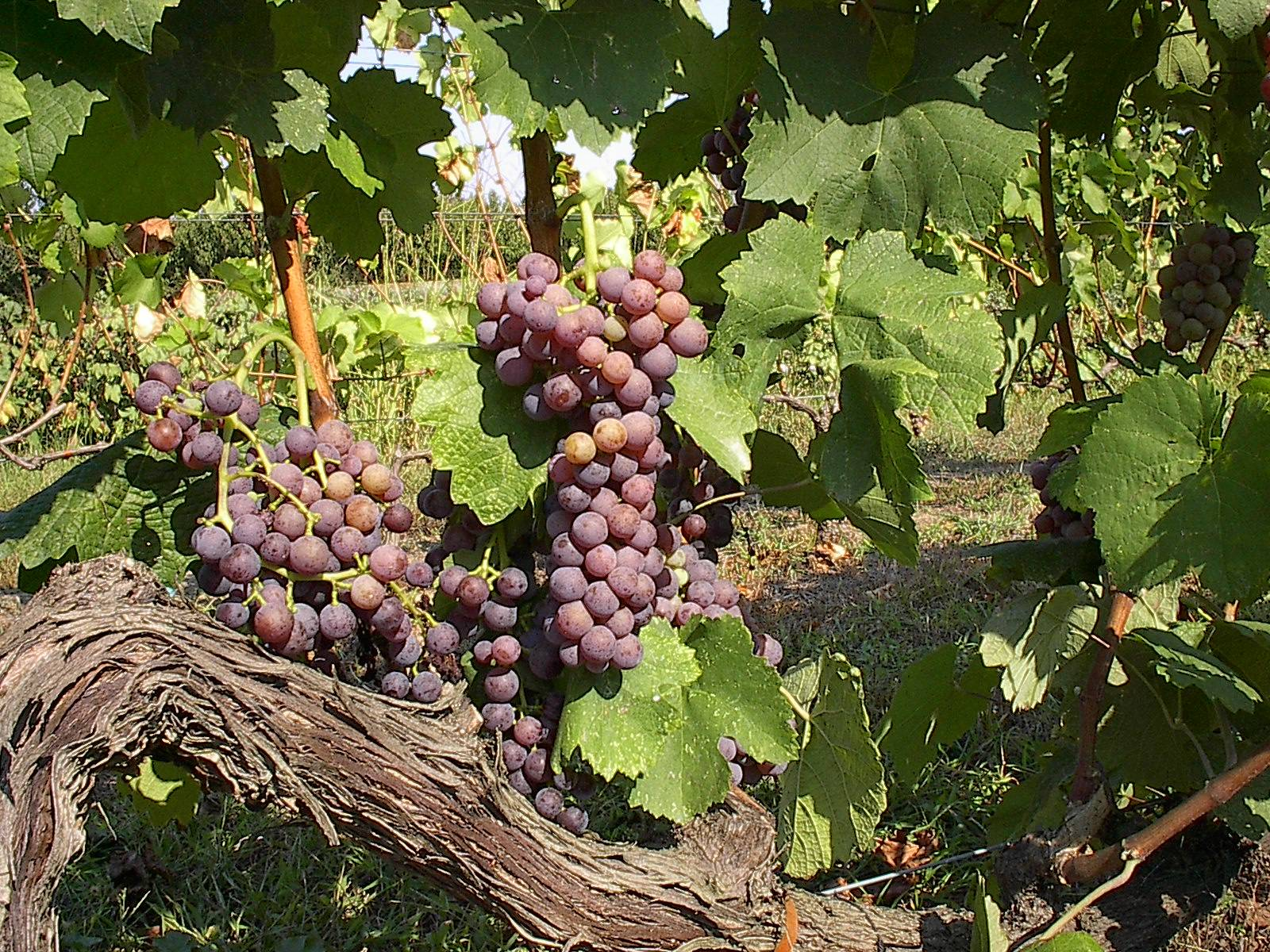
Vignoble

« En écho aux images de Janine Niepce, Bernard Clavel trouve les mots justes pour restituer l'ambiance disparue » des vendanges d'antan. Clavel parle de son expérience dans le vignoble du Revermont jurassien qui donne ce vin jaune si caractéristique de ce terroir. Le réfugié espagnol, le vieux Clopineau « boiteux et tordu comme un cep de vingt ans », auxquels il fait allusion, ce sont les personnages de son roman L'Espagnol. Le vigneron à cette époque était un homme polyvalent, tour à tour bûcheron pour les piquets, arracheur des vieux ceps, laboureur, planteur par 'provignage', tailleur mais juste ce qu'il fallait. 
Les plus jeunes 'fagotaient' en rassemblant les sarments qu'on faisait flamber lors des alertes au gel pour faire fondre la gelée déposée sur les bourgeons. Il fallait aussi sarcler, et fumer la terre, sulfater avec la lourde 'bouille' dans le dos, quand tout bleuissait, de ce bleu-vert à l'odeur un peu écœurante qu'avait la bouillie bordelaise. Restait toujours dans les esprits ce souci qu'exprimait ainsi la patronne : « Tant que la vendange n'est pas dans la cave, on ne vend pas le vin ! »
L'automne venu, « la vigne commençait de rouiller » : le temps des vendanges arrivait. Bernard Clavel était 'à la bouille', cette lourde hotte pleine de raisins dont les bretelles finissaient par taillader le dos jusqu'au sang et qu'il versait dans le char, dans un va-et-vient continuel. Malgré la dureté du travail, tout se passait dans la bonne humeur : « le bonheur aide à dominer la fatigue. » Le soir, il fallait encore décharger la récolte et s'occuper du pressoir; de longues journées et une peine qui redoublait les jours de pluie. C'était au temps de la guerre « et pourtant la grande paix du couchant sur les vignobles dorés nous envahissait. »
Nul autre que le vieux Clopineau n'avait son pareil pour soigner la futaille, élever le vin... et raconter des histoires. À force d'expérience, il était devenu un expert reconnu et respecté de tous. 
-- Vufflens-le-Château (canton de Vaud) 12/1999 -- Tramonet 06/2000 --